# Corypha microclada
Corypha microclada är en enhjärtbladig växtart som beskrevs av Odoardo Beccari. Corypha microclada ingår i släktet Corypha och familjen Arecaceae. IUCN kategoriserar arten globalt som sårbar.
Artens utbredningsområde är Filippinerna. Inga underarter finns listade i Catalogue of Life.